# Song Renqiong
Song Renqiong (chinês simplificado:宋任穷; pinyin: Song Rènqióng ou Song Yùnqín; 11 de julho, 1909 - 08 de janeiro de 2005) foi um general do Exército de Libertação Popular da República Popular da China (RPC) e um dos Oito Imortais do Partido Comunista da China.

## Vida
Song Renqiong nasceu em Liuyang, província de Hunan, em 1909. Durante a Segunda Guerra Sino-Japonesa, foi vice-diretor do departamento político da 129ª Divisão. No final da Guerra Civil Chinesa, ele era o vice-comissário político do Exército de Campo do Nordeste.
Após o estabelecimento do PRC em 1949, ele foi secretário do comitê do Partido Comunista Chinês (PCC) na província de Yunnan, vice-secretário do Bureau do Sudoeste do PCCh, vice-secretário-geral do Comitê Central do PCCh, ministro da N.º 2, N.º 3 e N.º 7 do Departamento da Indústria Mecânica, e N.º 1 Secretário da Mesa do Nordeste da CCP. Foi Vice-Presidente da 4ª e 5ª Conferência Consultiva Política Nacional. Foi membro suplente do Politburo do 8º Comitê Central do PCCh, Secretário do Secretariado Central do 11º Comitê Central do PCCh e membro do Politburo do 12º. Como muitos outros, ele foi expurgado durante a Revolução Culturale reabilitado após a morte de Mao. Ele foi o vice-presidente do Comitê Consultivo Central da RPC e serviu sob Deng Xiaoping. Embora a comissão fosse, em teoria, um conselho de anciãos aposentados sem poder oficial, os membros efetivamente tinham poder de veto sobre as principais políticas e assuntos pessoais. Durante os protestos da Praça Tiananmen em 1989, Song foi um dos mais fervorosos apoiadores de Deng, que decidiu usar a violência para esmagar o movimento estudantil. Ele foi um dos líderes chineses influentes durante os anos 80 e é considerado um dos Oito Imortais do Partido Comunista da China.

## Morte
Ele morreu aos 95 anos, em 8 de janeiro de 2005, em Pequim, após uma doença. Embora Song Renqiong tivesse morrido antes de Zhao Ziyang, ele havia solicitado que sua coroa de flores e dístico elegíaco aparecessem no funeral de Zhao. Seu funeral foi realizado em 15 de janeiro. As mais altas autoridades chinesas, incluindo Hu Jintao e Jiang Zemin, compareceram ao seu funeral. A mídia chinesa noticiou Song como "um destacado membro do Partido Comunista, um grande soldado comunista, um notável revolucionário proletário e um proeminente líder do trabalho político do partido".